# Selizhárovo
Selizhárovo (ruso: Селижа́рово) es un asentamiento de tipo urbano de Rusia, capital del ókrug municipal homónimo en la óblast de Tver.
En 2021, el asentamiento tenía una población de 5931 habitantes.
Se ubica a orillas del río Volga, en el tramo de la desembocadura de sus afluentes Selizhárovka y Pesochnia. Por el asentamiento pasa la carretera 28K-1179, que une Ostáshkov con Rzhev.

## Historia
Se conoce la existencia del asentamiento desde 1504. Perteneció a un monasterio ubicado en sus alrededores, funcionando como slobodá con derecho a ferias, hasta que en 1764 Catalina II confiscó las tierras monásticas para integrarlas en el realengo. En el siglo XIX pasó a ser la sede de una vólost en el uyezd de Ostáshkov de la gobernación de Tver. Hasta 1862, las dos partes del pueblo ubicadas a cada orilla del Volga se consideraban localidades diferentes. En 1916 se abrió una estación de ferrocarril en el pueblo. La Unión Soviética estableció aquí en 1929 una de las capitales distritales de la Óblast Occidental (aunque en 1935 se integró definitivamente en la óblast de Kalinin) y en 1937 le dio el estatus de asentamiento de tipo urbano.